# Salvador de Mendonça
Salvador de Menezes Drummond Furtado de Mendonça (Itaboraí, 21 de julho de 1841 — Rio de Janeiro, 5 de dezembro de 1913), melhor conhecido apenas como Salvador de Mendonça, foi advogado, jornalista, diplomata, romancista, ensaísta, poeta, teatrólogo e tradutor fluminense, um dos fundadores da ABL (Academia Brasileira de Letras) e um dos idealizadores do Movimento Republicano no Brasil. Era irmão de Lúcio de Mendonça.

## Biografia
Salvador nasceu em Itaboraí, no Rio de Janeiro, em 1841. Era filho do comendador Salvador Furtado de Mendonça, dos Açores, e de Amália de Meneses Drummond, descendente dos Drummond da Escócia. Começou com sua mãe sua educação em línguas, música e desenho. Após frequentar uma escola pública de Itaboraí, aos 12 anos foi para o Rio de Janeiro, onde seguiu os estudos no Colégio Marinho e, por dois anos, no Colégio Curiácio, então dirigido pelo Barão de Tautphoeus. Em 1858, ao concluir seus estudos, o Barão levou-o a uma audiência com o imperador Pedro II (r. 1831–1889), como prêmio pelos seus esforços nos estudos. À época conheceu Machado de Assis, de quem se tornou amigo e manteve convívio diário, Casimiro de Abreu, Gonçalves Dias, Araújo Porto-Alegre e Joaquim Manuel de Macedo.
Em 1859, foi a São Paulo para matricular-se na Faculdade de Direito e iniciou sua colaboração na Revista Mensal do Ensaio Filosófico Paulistano, onde publicou a poesia Singairu, lenda das margens do Piraí, 1567. Em 1860, fundou, com Teófilo Ottoni Filho, o jornal A Legenda, onde iniciou-se nos assuntos de crítica social e política. No fim do ano, faleceram seus pais e Salvador voltou ao Rio, como chefe de sua família. Entrou à redação do Diário do Rio de Janeiro, de Saldanha Marinho. Em 1861, casou-se com Amélia Clemência Lúcia de Lemos, tornou-se professor de latim e iniciou suas atividades em outros jornais: no Jornal do Comércio fazia crítica teatral e no Correio Mercantil, a "Semana Lírica". Em 1865, foi encarregado pelo Marquês de Olinda de reger a cadeira de Corografia e História do Brasil no Imperial Colégio Pedro II, em substituição a Joaquim Manuel de Macedo. Em 1867, regressou a São Paulo para concluir o curso de direito. Assumiu o cargo de diretor de O Ipiranga, órgão do Centro Liberal de São Paulo, e na atividade iniciou a propaganda republicana. Graduado em 1869, voltou ao Rio e, com Saldanha Marinho, foi trabalhar como advogado.
Em 1870, cofundou o Clube Republicano com Saldanha Marinho e Quintino Bocaiúva. Foi então redigido o Manifesto de 70, cujo capítulo A verdade democrática é de autoria de Salvador. Fundou-se também o jornal A República, em cuja redação se congregavam Salvador, Quintino Bocaiúva, Aristides Lobo, Lafayette Rodrigues Pereira, Pedro Soares de Meireles e Flávio Farnese. Nos anos seguintes, Salvador dedicou-se também a traduzir obras de autores franceses para a Casa Garnier. Em 1875, publicou seu primeiro e único romance, Marabá, bem como enviuvou. Nomeado cônsul privativo do império em Baltimore, logo depois foi nomeado para o consulado de Nova Iorque e, em 3 de maio de 1876, foi promovido a cônsul-geral do Brasil nos Estados Unidos. No ano seguinte casou-se com a estadunidense Maria Redman.
Em 6 de julho de 1889, foi nomeado enviado extraordinário e ministro plenipotenciário em missão especial nos Estados Unidos e delegado do Brasil à 1ª. Conferência Internacional Americana. Achava-se neste posto, junto com outro delegado, Lafayette Rodrigues Pereira, quando foi proclamada a República no Brasil. Tomou a defesa do regime implantado pelo Marechal Deodoro e foi por sua influência que os Estados Unidos facilmente reconheceu o novo regime. Em 12 de abril de 1890, foi exonerado, a pedido, de cônsul-geral do Brasil em Nova Iorque, mas continuou nos Estados Unidos como ministro em missão especial. Exonerado desse cargo em 18 de dezembro de 1890, pelo fim da missão especial, foi imediatamente nomeado enviado extraordinário e ministro plenipotenciário de 1ª. classe em Washington. Com a eclosão da Revolta da Armada de 1893, coube a Salvador evitar que os Estados Unidos reconhecessem os diretos de beligerantes aos revoltosos.
Por ato de 3 de março de 1898, foi removido da legação do Brasil em Washington à de Lisboa. Por ocasião de sua saída, pôde constatar, não só nas palavras do presidente Mac Kinley, mas também nos artigos de todos os jornais americanos, que era apreciado como "amigo da América", "grande pan-americano". Porém, sua remoção para Lisboa não foi aprovada pelo Senado, e foi exonerado do cargo. Em 28 de janeiro de 1897, na sessão preparatória da Academia Brasileira de Letras, foi um dos nomes escolhidos para completar o quadro dos fundadores e criou a cadeira nº. 20, cujo patrono é Joaquim Manuel de Macedo. Em 10 de setembro de 1903, por ato do presidente Rodrigues Alves, foi considerado em disponibilidade desde 1898. Encarregou-se, então, de trabalhos de tradução e, nos últimos anos, já cego, escrevia artigos a O Imparcial e O Século, comentando a diplomacia brasileira e recapitulando sua carreira em Washington. Pouco antes do seu falecimento, publicou os volumes Coisas do meu tempo, reunindo os artigos saídos em O Imparcial, e A situação internacional do Brasil, reunindo os artigos de O Século. Publicou trechos de suas memórias no jornal O Brasil e se opôs à reforma ortográfica proposta por Medeiros e Albuquerque em 1907. Escreveu um parecer sobre a questão de limites entre Paraná e Santa Catarina e publicou uma apreciação sobre o Memorial de Aires de Machado de Assis. Em 1909, acompanhou os últimos meses da vida de seu irmão Lúcio, morando ambos na Gávea. Faleceu no Rio de Janeiro, em 5 de dezembro de 1913.

## Obra
No conjunto de sua obra, os escritos políticos têm muito relevo; neles, preconizou a vinda dos chineses ao Brasil, fez campanha contra a imigração alemão no sul e se posicionou contra a aquisição de terras brasileiras pelo Sindicato Farquhar. Como poeta, parece ter feito a formação intelectual na poesia de Gonçalves Dias e Casimiro de Abreu e é tido como continuador dos românticos. Seus versos de mocidade, perdidos em velhas coleções de jornais do Rio e São Paulo, têm características dos poetas do fim do Romantismo. Há, porém, aspectos que o distinguem, como o intenso sentimento da terra, da gente e da paisagem do Brasil.
Seus livros publicados foram:  
- Singairu, poesia (1859);
- O Romance de um Moço Rico, teatro (1860);
- A Herança, teatro (1861);
- Joana de Flandres, ou A Volta do Cruzado, Ópera (1863);
- Regeneração, panfleto (1866);
- A Verdade Democrática, capítulo do Manifesto de 1870;
- Marabá, romance, (prefácio de José de Alencar - 1875);
- Cartas Americanas, escritos na imprensa (1878-1883);
- Cartas dos Estados Unidos, escritos na imprensa (1880-1881);
- Imigração Chinesa, escritos na imprensa (1881);
- A Revolta da Armada (1893);
- Lendas da Serra e da Baixada, poesia (1910);
- Coisas do Meu Tempo, escritos na imprensa (1913);
- A Situação Internacional do Brasil, escritos na imprensa.